# 山形工科短期大学校
山形工科短期大学校（やまがたこうかたんきだいがっこう、英：Yamagata Institute of Technology）は、山形県にある職業能力開発短期大学校で、職業能力開発促進法に基づく山形県知事の認定を受けた認定職業訓練施設。全寮制。高度職業訓練専門課程を実施。木造住宅や木工品といった木を使ったものづくりの技能を身に付けること、および建築技術者の育成を目的に、職業訓練法人山形工科アカデミーが運営している。

## 設置訓練科
- 居住システム系住居環境科

## 修学期間
2年間

## 修学条件
企業から派遣された学生を対象としている。そのため、新卒者での修学は就職先を決定してからの企業派遣と、運営母体の職業訓練法人会員企業社員となって派遣される方法がある。若干名は全額自己負担で企業に入社せずに修学することも可能としている。

## 所在地
- 山形県長井市上伊佐沢6958-1

## 沿革
- 1997年3月- 職業能力開発促進法第24条に基づく職業訓練の認定許可をうける
- 1997年4月- 山形工科アカデミー短期大学校開校
- 2001年7月- 山形工科短期大学校に校名変更
- 2009年4月- 長井まちづくり基金の助成を受け、メディアステーション 喫茶店『山の下』開設

## 修得資格
必要学科単位取得で卒業後二級建築士、また実務経験1年以上で2級技能検定合格者で1級技能士が受験可能となる。